# Ateuchus puncticolle
Ateuchus puncticolle е вид твърдокрило насекомо от семейство Листороги бръмбари (Scarabaeidae). Видът не е застрашен от изчезване.

## Разпространение
Разпространен е в Бразилия (Мато Гросо до Сул, Минас Жерайс и Сао Пауло).